# Turning Torso
HSB Turning Torso je dekonstruktivistický mrakodrap ve městě Malmö, které leží na jihu Švédska. Postaven byl podle návrhu španělského architekta Santiago Calatravy. Stavba byla zahájena v létě roku 2001 a dokončena byla v roce 2005. Věž se svými 54 patry dosahuje výšky 190 metrů a po dokončení se stala nejvyšší budovou ve Skandinávii.
Budova Turning Torso je na první pohled zajímavá svou dekonstruktivistickou stavbou, která byla inspirovaná plastikou Santiaga Calatravy s názvem Twisting Torso. Díky tomu se budova stala symbolem města Malmö, kterým byl do svého odstranění roku 2002 přístavní jeřáb Kockums Crane. Budova se skládá z devíti nepravidelných pětiúhelníkovitých částí, zatočených po směru hodinových ručiček, ve kterých je vždy 5 pater. Výsledkem zatočení je, že poslední segment budovy je oproti přízemí otočený o devadesát stupňů. Patra rotují kolem vertikálního jádra, které je podporováno vnější železnou armaturou. Dva spodní segmenty slouží jako kancelářské prostory, ve třetím až devátém segmentu budovy se nachází 147 bytů.
Budova Turning Torso je soukromá obytná budova a není přístupná veřejnosti.

## Události spojené s budovou
18. srpna 2006 seskočil rakouský parašutista Felix Baumgartner padákem na budovu Turning Torso a pak skočil mimo ni.

## Fotogalerie

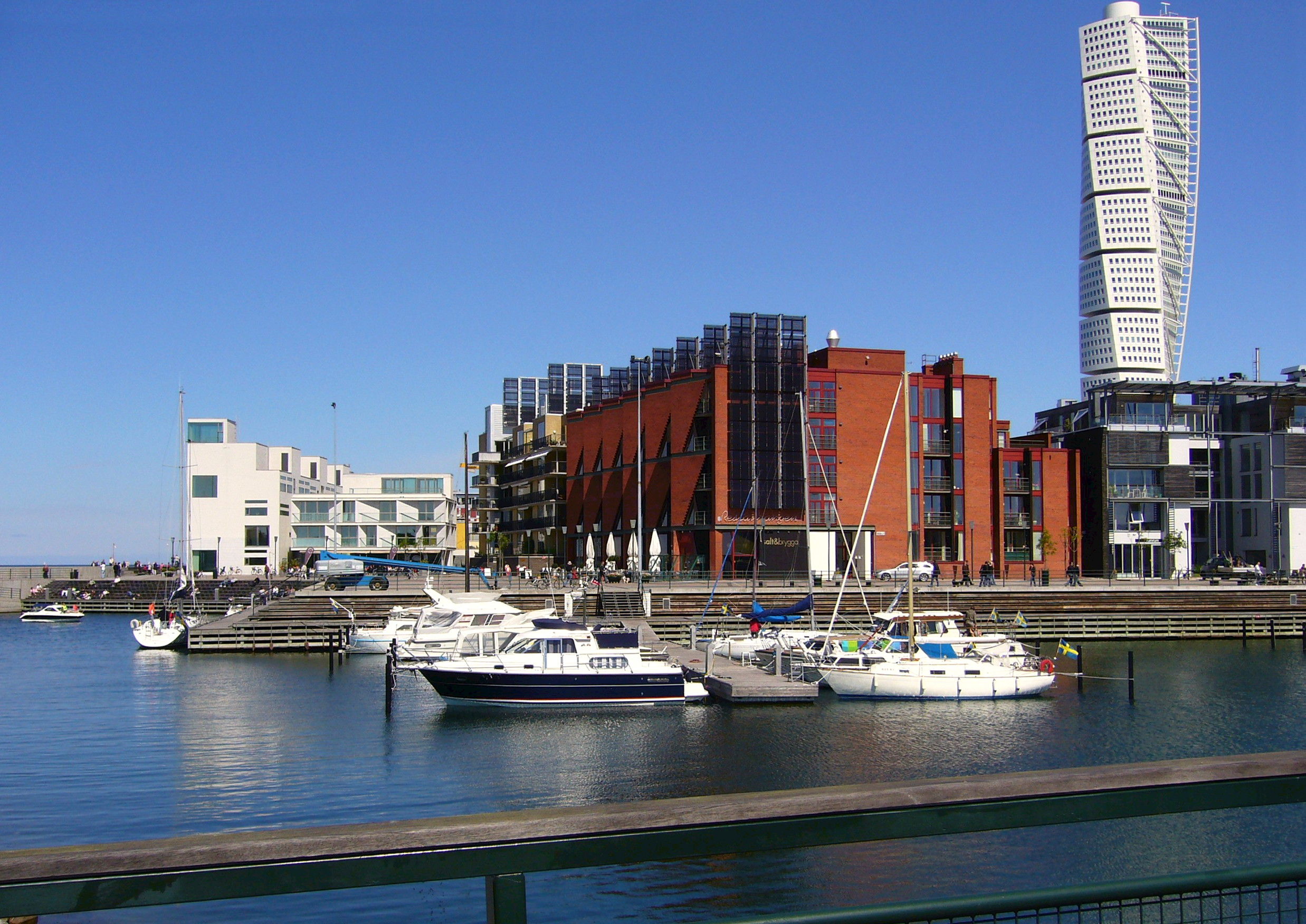
Pohled na Turning Torso od přístavu.
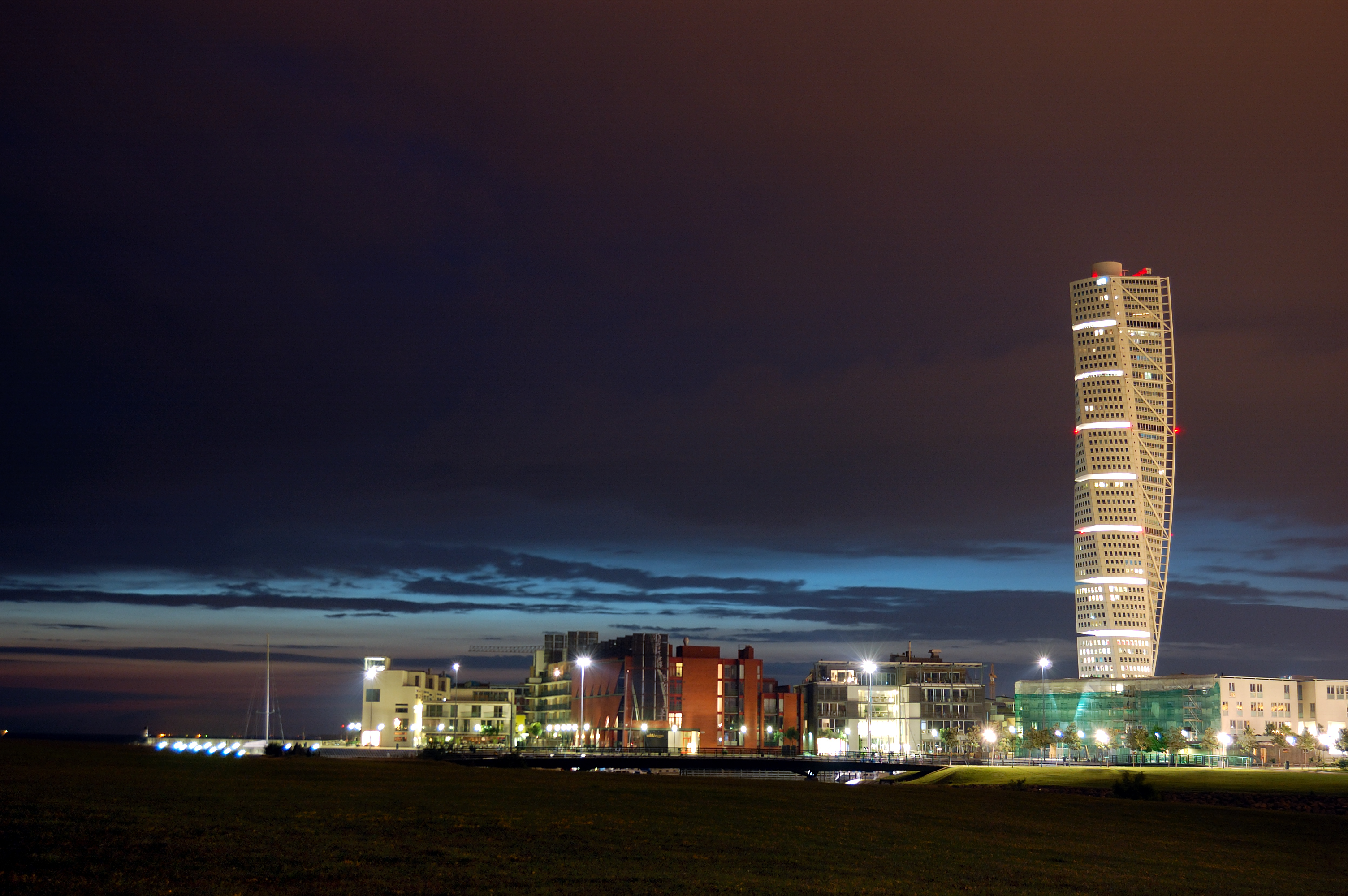
Noční pohled.
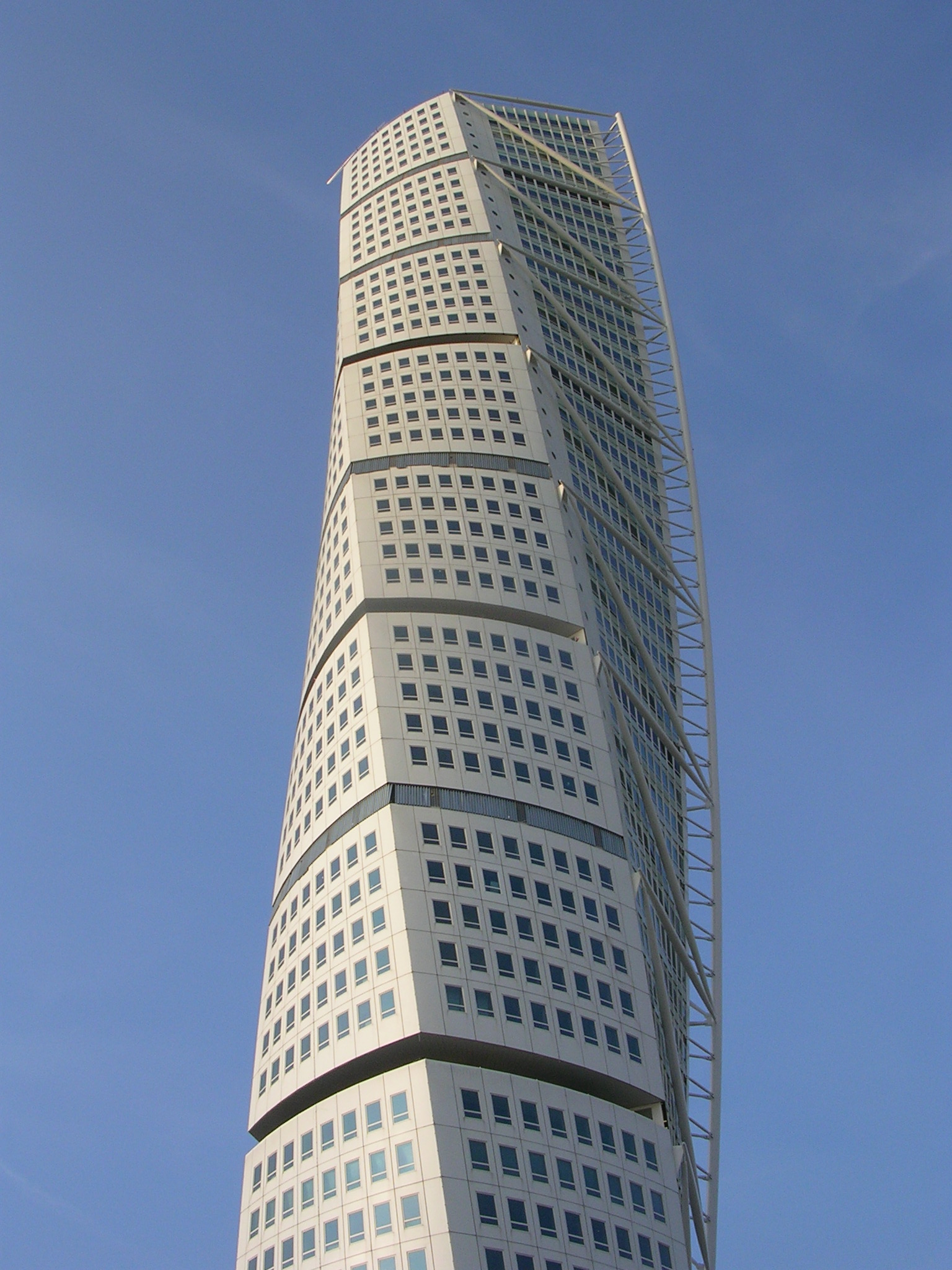
Budova Turning Torso.